# تقيح الكلية
تقيح الكلية أو الكلاء القيحي أو قياح الكلية (بالإنجليزية: Pyonephrosis) هو عدوى في الجهاز الكلوي الجامع، بحيث يتجمع القيح في حويضة الكلية مُسبباً تمدد وانتفاخ الكلية، ومن الممكن أن يؤدي إلى حدوث فشل كلوي.

## الأسباب
في بعض الأحيان يكون تقيح الكلية من مُضاعفات التحصي البولي والذي قد يكون مصدراً للعدوى المُستمرة، أو قد يكون من مُضاعفات موه الكلية أو التهاب الحويضة والكلية، كما أنَّ تقيح الكلية قد يَحدث تلقائياً.

## العلاج
علاج هذه الحالة يتطلب تصريف القَيح، ويتم ذلك إما من خلال وضع الاستنت الحالبي أو فغر الكلية.